# Festin de requin
Pour plus de détails, voir Fiche technique et Distribution.
Festin de requin (파이 스토리, RR Pai seutori) est un film d'animation américano-sud-coréen, réalisé par Howard E. Baker et John Fox, sorti directement en vidéo en 2006.

## Synopsis
Po est un petit poisson rouge de Boston qui, après avoir perdu ses parents à cause d'un filet de pêche, est adopté par une famille de marsouins. Ayant grandi dans le récif des Caraïbes, il rencontre son cousin Dylan et sa mère gitane Pearl. Po tombe bientôt amoureux de Cordélia, une poisson-ange rose qui malheureusement attire également l'attention du requin-tigre, Troy.
Plus tard, lui et Dylan voient Nerissa combattre des calmars, mais ils se précipitent dès que la vieille tortue marine les remarque.
Peu de temps après, Po revoit Cordélia alors qu'elle perce accidentellement sa nageoire avec un leurre. Po l'aide à retirer l'appât et ils tombent amoureux, mais Troy leur tend une embuscade et abuse encore plus de Po. 
Au bout de quelques jours, Po défie Troy. S'il veut Cordélia, il devra passer par lui. Troy accepte son défi et les deux se battent. Po conduit Troy à travers des pièges comme des coraux et des méduses jusqu'à ce qu'il coince Troy dans une brèche. Po pose pour une photo pendant que les plongeurs prennent une photo du requin coincé. Malheureusement, les plongeurs libèrent Troy de la brèche et il continue de poursuivre Po. Il épingle Po contre un mur, faisant tomber une tonne de cailloux sur le petit poisson. Alors que Cordélia et Dylan tentent de libérer Po, les autres créatures marines empêchent Troy de l'achever. Lorsque Po est libre, il défie Troy une dernière fois, et Troy le poursuit à nouveau. Po parvient à attirer Troy vers un filet de pêche, piégeant le requin. Troy est ensuite sorti de l'eau dans le filet de pêche.
Nerissa donne à Po sa perle bleue pour qu'il la propose à Cordélia, ce à quoi les deux poissons s'embrassent.

## Fiche technique
- Titre : Festin de requin
- Titre coréen : 파이 스토리
- Titre américain : Shark Bait
- Réalisation : Howard E. Baker et John Fox
- Sociétés de production : WonderWorld Studios, DigiArt et FXDigital
- Musique : Christopher Lennertz.
- Durée : 77 minutes
- Année de production : 2006
- Pays d'origine : États-Unis et Corée du Sud
- Sorties :
  -  Corée du Sud : 7 juillet 2006 (au cinéma)
  -  États-Unis : 2007 (directement en DVD)
  -  Royaume-Uni : 9 septembre 2006 (directement en DVD)
  -  France : 5 décembre 2007 (directement en DVD)[2]
- Public : à partir de 3 ans.

## Distribution

### Voix originales
- Freddie Prinze Jr. : Po
- Rob Schneider : Nerissa
- Evan Rachel Wood : Cordélia
- Donal Logue : Troy
- Andy Dick : Dylan
- Fran Drescher : Tante Perle
- John Rhys-Davies : Thorton
- R. Lee Ermey : Jack
- Bruno Alexander : Le père de Po
- Reedy Gibbs : La mère de Po
- Brice Beckham : Le poisson vert
- Jimmy Bennett : Po jeune
- Dylan Cash : Percy jeune
- Michael Cornacchia : La baudroie
- Richard Epcar : Moe
- David Fickas : Max, le gros requin
- Trent Ford : Percy
- Megahn Perry : La mère de Percy
- Joel Michaely : Lou
- Matthew Rauch : Mussel, l'étoile de mer
- Mel Rodriguez : Manny, Dr. Tang
- Tahnee Shah : Prawn

### Voix québécoises
- Marc-André Grondin : Po
- Alexandre Bacon : Po Junior
- Geneviève Neron : Cordélia
- Paul Ahmarani : Dylan
- Guy Nadon : Thorton
- Yves Soutière : Le père de Po
- Patrice Dubois : Troy
- Éric Gaudry : Nerissa
- Louis-Georges Girard : Jack
- Dorothée Berryman : Tante Pearl
- France Castel : La mère de Percy
- Benoit Gouin : Bart
- François L'Écuyer : Eddie

## Accueil critique
Le film a reçu de très mauvaises critiques lors de sa sortie, avec une note de 19 % de critiques positives sur Rotten Tomatoes. De nombreux journalistes américains ont affirmé que la production s'était trop inspirée du film d'animation Gang de requins (2004). Il n'y à donc pas eu de sortie au cinéma, il est paru directement en DVD en 2007 aux États-Unis .